# 森岡信元
森岡 信元（もりおか のぶもと）は、戦国時代から安土桃山時代にかけての武将。津軽氏の家臣。

## 生涯
天文15年（1546年）、大浦氏（後の津軽氏）の家臣・森岡信治の子として誕生。森岡氏は大浦盛信の子・森岡為治を祖とする津軽氏の庶流であるとされる。
父・信治は大浦為則の後見役にあたり、父の跡を継いで為則の婿養子・大浦為信（津軽為信）に仕えた。
元亀2年（1571年）5月5日、為信によって石川城や和徳城が落城すると和徳城主となった。天正3年（1575年）の大光寺城攻めでは泥に馬の足を取られた為信の窮地を救い、天正7年（1579年）の茶臼館戦でも夜襲をかけて敵勢を壊走させるなど、為信の戦国大名としての独立に大いに貢献し、兼平綱則、小笠原信浄らと共に大浦三老の一人にまで列せられた。
しかし後に為信と対立し、慶長5年（1600年）5月7日、梶仁右衛門によって久渡寺で暗殺された。

## 参考資料
- 『戦国時代人物事典』(学習研究社､2009年） ISBN 4054042902